# Euphorbia saurica
Euphorbia saurica är en törelväxtart som beskrevs av Baikov. Euphorbia saurica ingår i släktet törlar, och familjen törelväxter. Inga underarter finns listade i Catalogue of Life.